# Coronahelpers
Coronahelpers.nl was een Nederlands online matchingplatform dat vrijwillige hulpvraag en -aanbod tijdens de coronapandemie samenbracht.

## Geschiedenis
Coronahelpers is opgericht door social tech start-up Deedmob op 16 maart 2020 in een reactie op de coronapandemie en bijbehorende maatregelen. Hierbij worden vrijwilligers gekoppeld aan hulpvragers die door de coronamaatregelen in quarantaine moeten. Dit zijn voornamelijk mensen die ziek zijn, maar ook bijvoorbeeld ouderen en risicogroepen. Met deze matches hoopt het platform de druk op de zorg te ontlasten en mensen met elkaar te verbinden. Binnen drie maanden tijd mobiliseerde het initiatief in Nederland 29.000 vrijwilligers, 7.000 matches, en 179 organisaties, waaronder gemeentes, maatschappelijke organisatie, en bedrijven.
Na drie maanden werd Coronahelpers ook buiten Nederland gebruikt, te weten door de Verenigde Staten, het Verenigd Koninkrijk, Italië, Duitsland, Denemarken, Rwanda en Trinidad en Tobago.
Naast de vrijwilligers zijn er ook gemeentes en maatschappelijke organisaties aangesloten bij Coronahelpers. De website wordt gefinancierd uit de bijdragen die commerciële partijen als KLM en H&M betalen voor het gebruik van de site.
Sinds november 2022 is de website coronahelpers.nl niet meer bereikbaar. Stichting Deedmob Foundation is uitgeschreven uit het Handelsregister van de Kamer van Koophandel.